# Achacy Czema (zm. 1565)

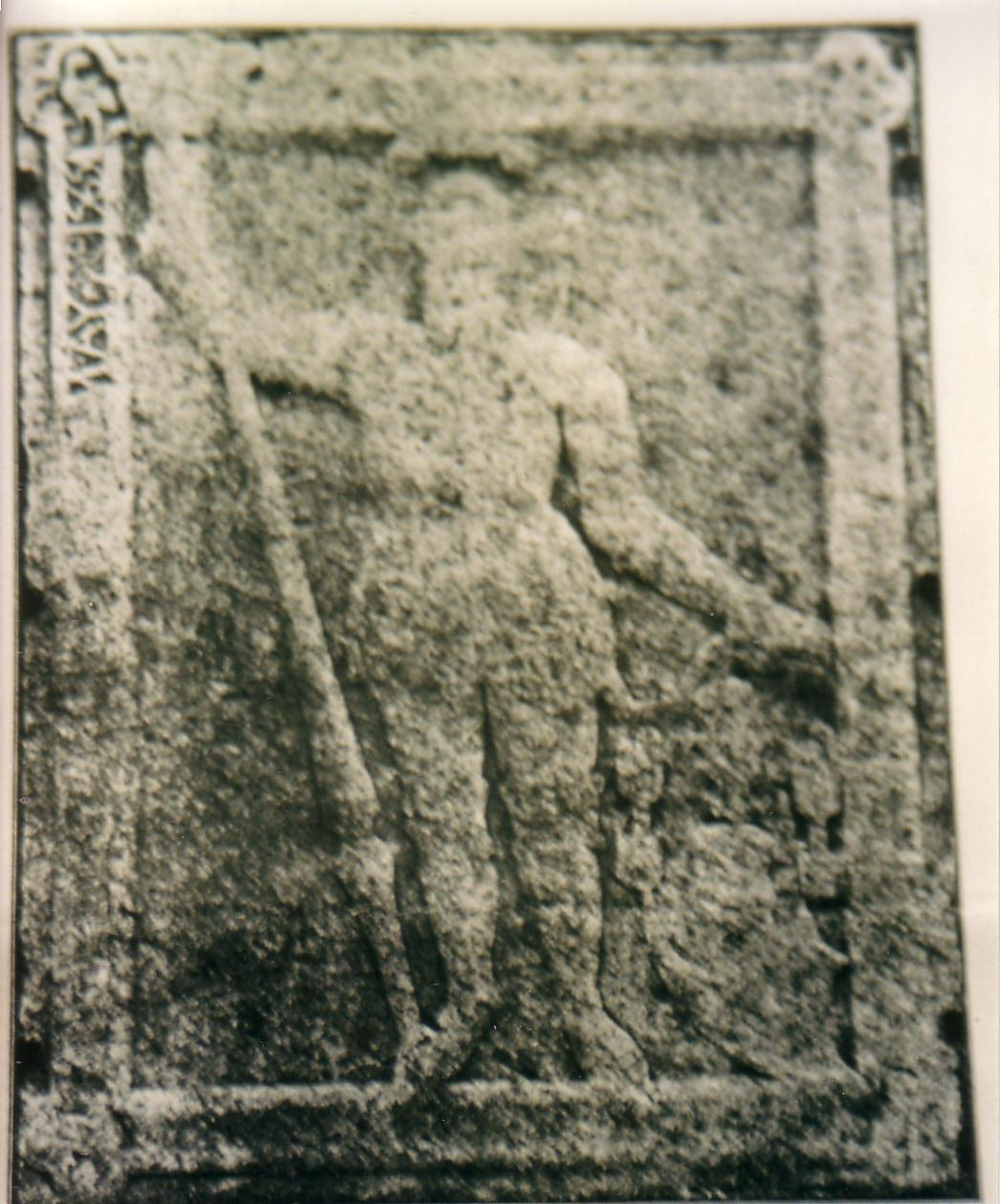
Płyta nagrobna Achacego Czemy w Sztumie

Achacy Czema (Cema von Zehmen) herbu własnego (ur. ok. 1485 – zm. 24 maja 1565) – podkomorzy pomorski (19 marca 1517 - 13 października 1531), kasztelan gdański (13 października 1531 - marzec 1546), wojewoda malborski (marzec 1546 - 24 maja 1565), wicewojewoda chełmiński w latach 1545–1546, starosta człuchowski, gniewski, kiszporski, starogardzki sztumski, członek Rady Prus Królewskich, komisarz królewski w Gdańsku w 1524 roku.
W młodości związany z dworem Krzysztofa Szydłowieckiego i z jego oraz Piotra Tomickiego inicjatywy przedstawił w 1523 roku Albrechtowi Hohenzollernowi plan likwidacji zakonu krzyżackiego. Obrońca odrębności Prus Królewskich i przeciwnik unii parlamentarnej z Koroną (zrealizowanej po jego śmierci w 1569 roku). Współtwórca planu sekularyzacji i inkorporacji Inflant do Polski. Zaufany ostatnich Jagiellonów, stronnik i doradca ks. Albrechta. Zwolennik reformacji i zagorzały luteranin.
Pochowany w Sztumie.